# Zalamerenye
Zalamerenye là một thị trấn thuộc hạt Zala, Hungary. Thị trấn này có diện tích 13,99 km², dân số năm 2010 là 162 người, mật độ 12 người/km².